# Serket
Serket (Srq.t), « Celle qui fait respirer » ou « La respiration plus facile [dans la gorge] », en grec ancien : Selkis) est la déesse non pas scorpion — interprétation erronée venant de l'emblème de la déesse, un scorpion depuis le Nouvel Empire) — mais, comme son nom l'indique, la divinité bienveillante qui sur terre protégeait les hommes du venin des serpents, des scorpions et autres animaux dangereux.
Le terme « Selket » a finalement été adopté comme l'orthographe provenant de textes grecs. Elle symbolisait aussi la chaleur torride du soleil. Dans l'au-delà, elle était associée à Qebehsenouf pour veiller sur le défunt et l'aider à protéger le vase canope contenant les intestins du mort. Elle fut aussi une déesse bienfaisante qui protégeait le sarcophage du roi ou du pharaon et la déesse protectrice des guérisseurs. Comme son nom l'indique, elle présidait à la respiration, veillant sur la renaissance et le nouveau souffle de vie des défunts.
Elle est liée au culte de la fertilité car elle passait pour être l'une des déesses protectrices des quatre sources du Nil. Elle est aussi Dame de la Vie car, à la naissance du roi-dieu, elle aide la reine à mettre au monde l'enfant divin ; cette épithète lui est aussi donnée car elle protège du venin des scorpions, serpents et autres animaux dangereux. Selkis est Maîtresse de la piqûre et Dame des liens. Elle aurait également pour fonction de protéger les guérisseurs et les sorciers.
Probablement originaire du 6e nome de la Basse-Égypte, son culte est attesté dans le delta du Nil et, en Haute-Égypte, à Edfou, où elle figure parmi les divinités résidentes. À l'origine, Selkis n'a ni famille, ni parèdre ; elle est attestée, seule, dès la Ire dynastie. Au Moyen Empire, elle porte quelquefois le titre de Fille de Rê et, à la Basse époque, elle est aussi désignée comme Épouse d'Horus, notamment à Edfou.
Elle fut d'abord attachée au monde souterrain puis au monde des morts où elle fut chargée de surveiller le serpent Apophis, ennemi de Rê.
Mais on la voit le plus souvent aux côtés d'Isis et de Nephtys procédant aux rites funéraires d'Osiris, protégeant les viscères du roi.
On la représente comme une femme avec sur la tête un insecte aquatique, la nèpe, appelée scorpion d'eau ; sous forme de scorpion à tête de femme ; ou encore déployant de larges ailes pour protéger les morts.
Représentée sur un vase canope à côté du génie à tête de faucon, Kébehsénouf, elle veille plus particulièrement sur le vase contenant les intestins du défunt.
Elle possédait par ailleurs des pouvoirs guérisseurs exercés par l'intermédiaire de ses prêtres charmeurs de Selkis qui sont à la fois médecins et magiciens. Elle avait le pouvoir de transmettre la connaissance de la médecine à ces derniers.
Howard Carter a trouvé une statuette de la déesse dans le tombeau de Toutânkhamon. Elle apparaît également à l'un des angles du coffre en albâtre qui contenait les viscères du pharaon ainsi que sur le coffre à canopes ; les statues féminines d'Isis, Nephthys, Neith et Serket de 90 cm de haut sont en bois plaqué d'or (visibles au Musée égyptien du Caire).

## Philatélie
Timbre d’Égypte 2001, valeur faciale 10 P. (Y&T 1688) et 30 P. (Y&T 1693), la déesse y est nommée Silakht.